# Scutus unguis
Espèce
Synonymes
Parmophorus imbricatus Quoy & Gaimard, 1834
Scutus unguis est une espèce de mollusque gastéropode marin appartenant à la famille des Fissurellidae.

## Description et caractéristiques
C'est un mollusque très aplati, avec un manteau fin et grossièrement circulaire, de couleur variable. La longueur maximale de l'animal est de 11,5 cm, et celle de sa coquille de 6 cm.

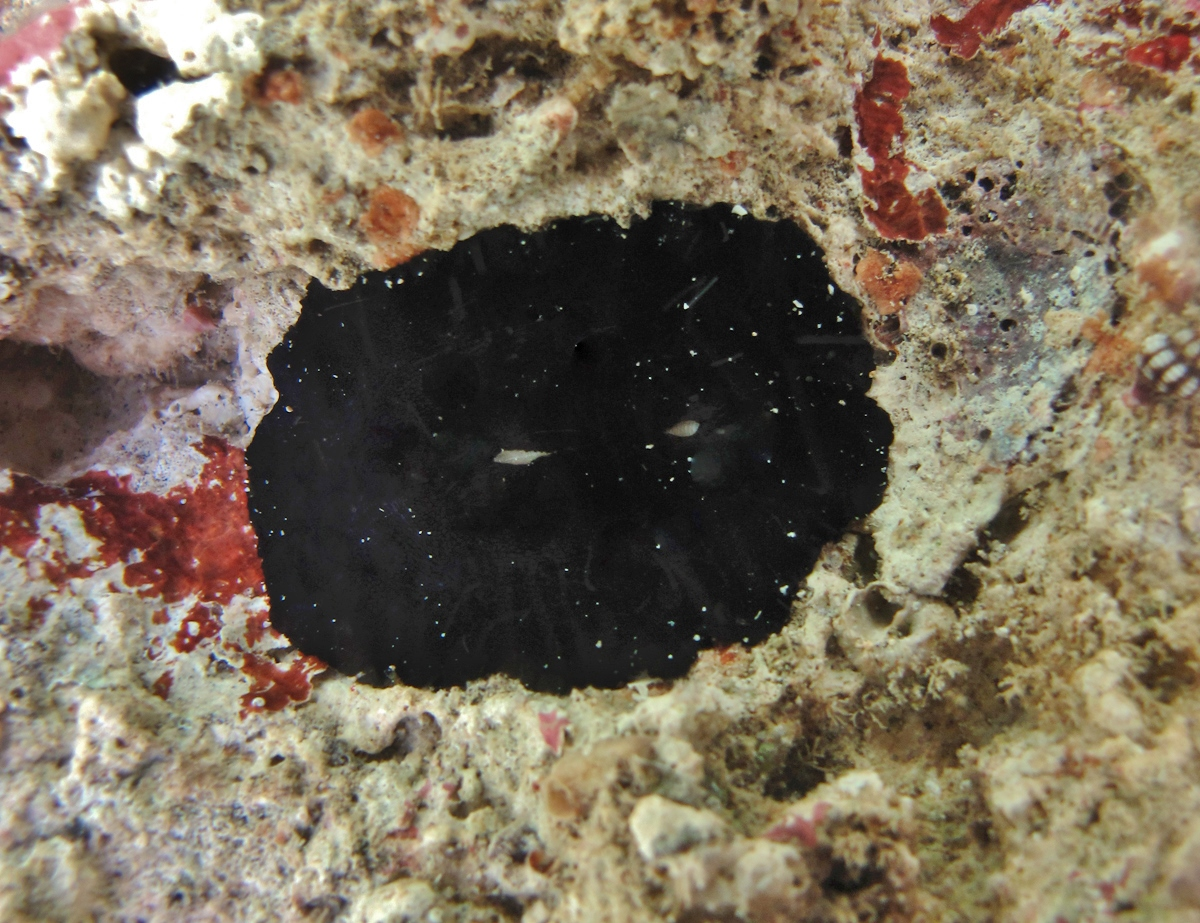
Animal vivant à La Réunion.

## Habitat et répartition
On trouve cette espèces dans les écosystèmes tropicaux de l'océan Indien et de l'océan Pacifique.

## Sources
- Arianna Fulvo et Roberto Nistri (2005). 350 coquillages du monde entier. Delachaux et Niestlé (Paris) : 256 p.  (ISBN 2-603-01374-2)
- « Syntype », sur le site du Muséum national d'histoire naturelle.